# Сонин, Александр Андреевич
Александр Андреевич Сонин (род. 1927) — советский и российский инженер-технолог, специалист в области сварки и организатор производства, главный технолог ВНИИТФ. Лауреат Государственной премии СССР (1978).

## Биография
Родился 1 января 1927 года в селе Песковатка-Казачья, Усманского района, Липецкой области в рабочей семье.
До 1942 года учился в сельской школе. С 1944 года призван в ряды РККА, участник Великой Отечественной войны. 
В 1963 году окончил Уральский политехнический институт, по специальности «технология и оборудование сварочного производства». С 1963 года работал в системе МСМ СССР.
С 1963 года направлен в закрытый город Челябинск-70, работал  во Всероссийском научно-исследовательском институте технической физики — инженер-технолог и начальник сварочного участка, с 1968 по 1971 годы — старший инженер, с 1971 по 1974 годы — начальник сборочно-сварочного отделения, с 1974 по 1976 годы — заместитель главного технолога по металлургии и сварке, с 1976 по 1977 годы — главный технолог — заместитель главного инженера опытного завода №1. С 1977 по 1987 годы — главный технолог Всероссийского научно-исследовательского института технической физики. 
А. А. Сонин внёс значительный вклад в развитие сварочного производства опытного завода №1 (отработку технологии сварки изделий из высокопрочных сталей, титановых сплавов, специальных материалов для атомной энергетики), совершенствование работы технологической службы предприятия, техническое перевооружение производства. А. А. Сонин принимал участие в разработке конструкций специальной техники военного назначения и освоении её серийного производства.

## Награды
- Орден Знак Почёта (1984)

### Премии
- Государственная премия СССР (1978)